# 開平孔雀湖国立湿地公園
開平孔雀湖国立湿地公園（かいへいくじゃくこくりつしっちこうえん、Kongquehu National Wetland Park (英語: Kongquehu National Wetland Park ) 中国語: 开平孔雀湖國家湿地公园）は、中国広東省江門市と開平市とにまたがって所在する湿地を中心とした公園で、152の小さな島がある。
現在は国家公園（2022年認定）。観光客に開放されている。
園内には潭江が流れており、中国湿地博物館、湿地研究センター、科学知識普及センター、鳥類観測エリア、野生動物保護センターなどが設置されている。

## 野生動植物保護
公園には、絶滅危惧種の野生動植物を含む604種の野生維管束植物が記録されている。

## 交通手段
- 深湛線
  - 開平南駅